# Saint Cado
Pour les articles homonymes, voir Saint-Cado (homonymie).
Cado(u) ou Cadoc ou Catuod ou Catoc ou Cadoan ou Cazout ou Cadochus est un saint chrétien légendaire, fêté le 21 septembre. Il serait né vers 497 dans le Glamorgan (ou Powys) au Pays de Galles, et il est mort assassiné dans sa cathédrale par les Barbares. 

## Sens et origine du nom
Cadou ou Cado est la forme familière et diminutive de Catuog.
D'après Albert Deshayes
, cet anthroponyme se compose du terme cat en gallois (moderne cad), a rapprocher du gaulois catu qui avait la signification de « combat » .

## Histoire et légende
Saint Cadou serait le fils de saint Gwynllyw roi de Glywysing et de sainte Gladys et le neveu de Pétroc de Bodmin, honoré à Lopérec (Finistère). Sa Vita latine a été écrite au XIe siècle à Llancarfan.
Cadou refuse de prendre la tête de l'armée de son père, préférant combattre pour Jésus-Christ. Il est le fondateur de l'abbaye de Llancarfan et d'un monastère à Cambuslang en Écosse, puis il traverse la Manche pour venir dans le pays de Vannes où il fonda un monastère sur l'île nommée depuis île Saint Cado, située dans la rivière d'Étel en la paroisse de Belz. Il voyagea en Palestine, rencontre le pape pour ensuite devenir évêque de Bénévent en Italie où il serait mort vers 570. 
Selon Albert Le Grand, saint Cado s'installa « en une petite isle qu'on nomme à présent Enes-Cadvod, en la paroisse de Belz, laquelle isle estoit remplie de serpents ; mais le saint l'en purgea par ses prières et tient-on que depuis il ne s'en trouva plus. Il y édifia un petit monastère et, voyant que le peuple du pays circonvoisin l'y venoit visiter, il bastit un beau pont sur le bras de mer qui est entre la dite île et la terre ferme, joignant l'embouchure de la rivière Estell, lequel ayant esté démoly, fut par lui refait encore une fois. Il vescut en ce lieu avec un rare exemple de sainteté, jusqu'à l'an 567 que, par commandement de Dieu, il quitta la Bretagne et, ayant voyagé par la France, passa les monts et arriva en Italie, où il s'arrêta quelque temps en la ville de Bénévent, dont l'évêque étant mort, il fut eslu pour son successeur ».
En réalité, Cadoc n'a sans doute jamais été évêque de Beneventum (Bénévent) en Italie mais de Bannaventa (en) en Grande-Bretagne. Quelques auteurs romains ont pu confondre l'épithète de Doeth (le Sage en gallois) avec saint Sophius (Sofio en italien, de sophia : sagesse en grec), évêque de Bénévent en Italie.  
Ce saint est connu au pays de Galles pour avoir fondé l'abbaye de Llancarfan (Lancarvan). Sous le nom de saint Cadoc, il est un des saints gallois les plus importants, car c'est dans son abbaye qu'ont été formés de nombreux saints celtiques dont saint Brendan et saint Malo.
Dans la tradition galloise, Arthur voit le père de saint Cadoc enlever la fille d'un roi, Arthur éprouve un violent désir pour cette femme mais deux compagnons, Cai et Bedwyr le ramènent à ses devoirs et lui disent « vous êtes supposé secourir le faible et l'opprimé » 

## Lieux de culte

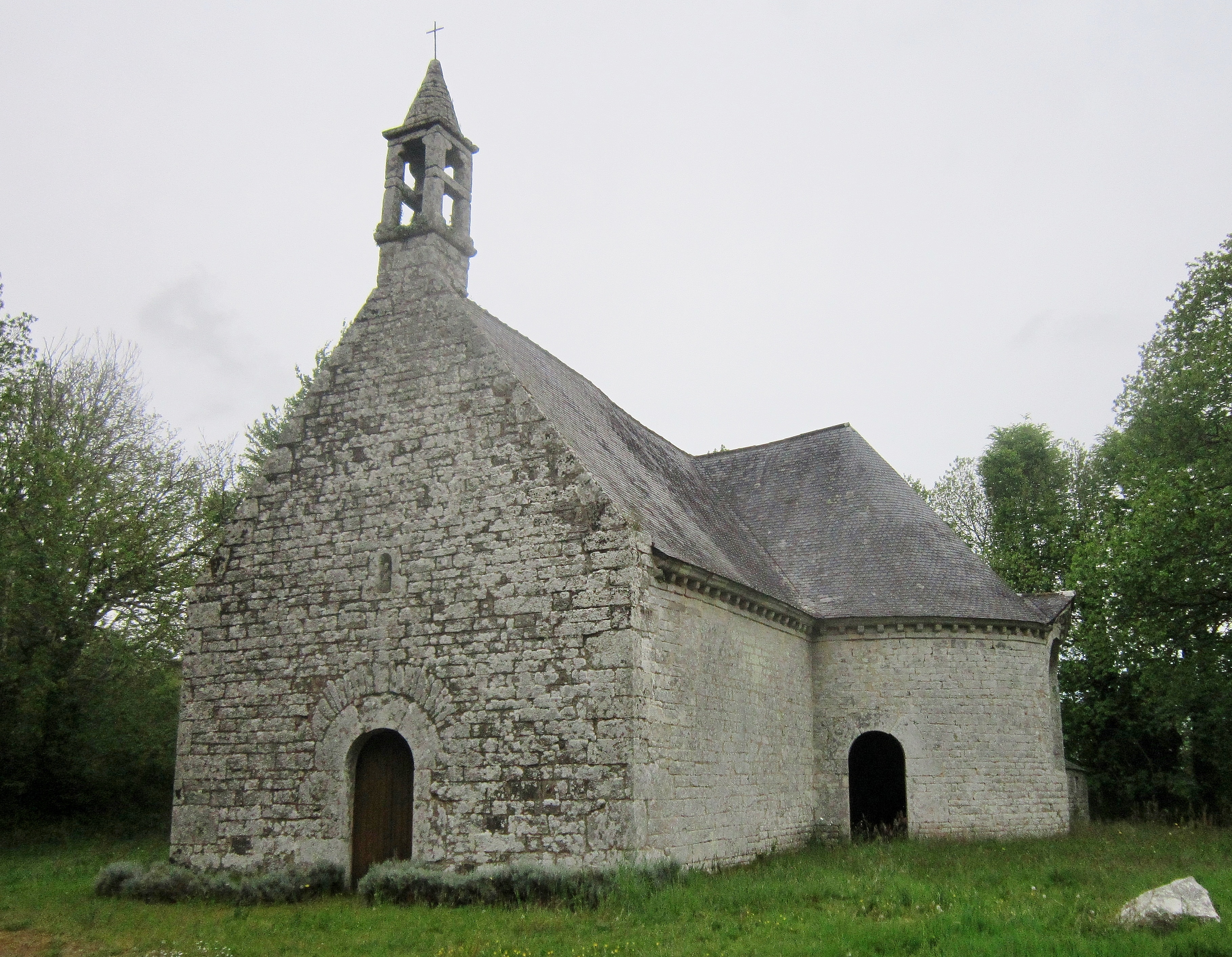
La chapelle Saint-Cado de Bannalec.

Le culte de saint Cado est très répandu : il est le saint patron d'au moins 25 anciennes églises et chapelles au Pays de Galles. En Armorique, son culte aurait débuté dans la rivière d'Étel, dans l'île qui porte depuis son nom. Tonquédec s'écrivait initialement "Traon-Cadoc" (la "vallée de Cadoc") et pourrait être à l'origine du nom, mais c'est incertain. La preuve la plus ancienne du culte de saint Cadoc en Bretagne date de 837 et concerne Pleucadeuc ("la ploue de Cadoc") : une charte signée cette année-là et dont le texte se trouve dans la cartulaire de Redon qui cite un certain nombre de témoins, dont Goas-Cadoc, dont le nom signifie "serviteur de Cadoc".
Des chapelles lui sont dédiées à Auray, Belz, Locoal-Mendon, Saint-Caradec-Trégomel dans le Morbihan, à Ploumilliau, Carnoët, Loudéac, Peumerit-Quintin, Saint-Clet dans les Côtes-d'Armor ainsi qu'à Gouesnac'h, Saint-Cadou, Melgven (chapelle Saint-Cadol), Bannalec et Moëlan-sur-Mer dans le Finistère ou Guérande en Loire-Atlantique et le nom se trouve dans la composition d'une trentaine de noms de lieux, par exemple une anse de la Laïta en forêt de Carnoët. 
L'église paroissiale Saint-Cadoan à Poullan-sur-Mer lui est peut-être aussi dédiée, mais elle pourrait l'être à un autre saint quasi inconnu, saint Cadoan, qui serait l'un des trois fils, plus connu sous le nom de saint Guéthénoc de sainte Gwenn.
Dans les chapelles bretonnes, il est invoqué pour guérir la surdité (à Belz), ou encore les écrouelles (fontaine Saint Cado de Ploumilliau). Selon Hersart de La Villemarqué dans le Barzaz Breiz, il aurait été invoqué par les chevaliers bretons lors du combat des Trente, ce qui expliquerait pourquoi saint Cado est devenu le patron des lutteurs et la tradition des combats de lutte bretonne lors du pardon de Saint-Cado à Gouesnach.

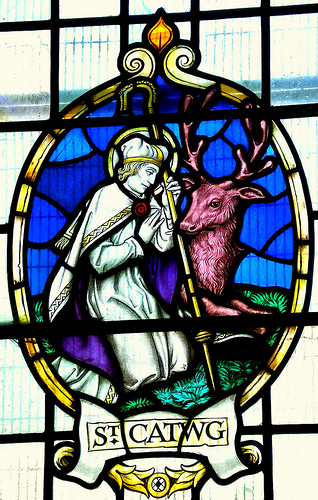
Vitrail représentant Saint Catwg dans l'église Saint Martin de Caerphilly au Pays de Galles.
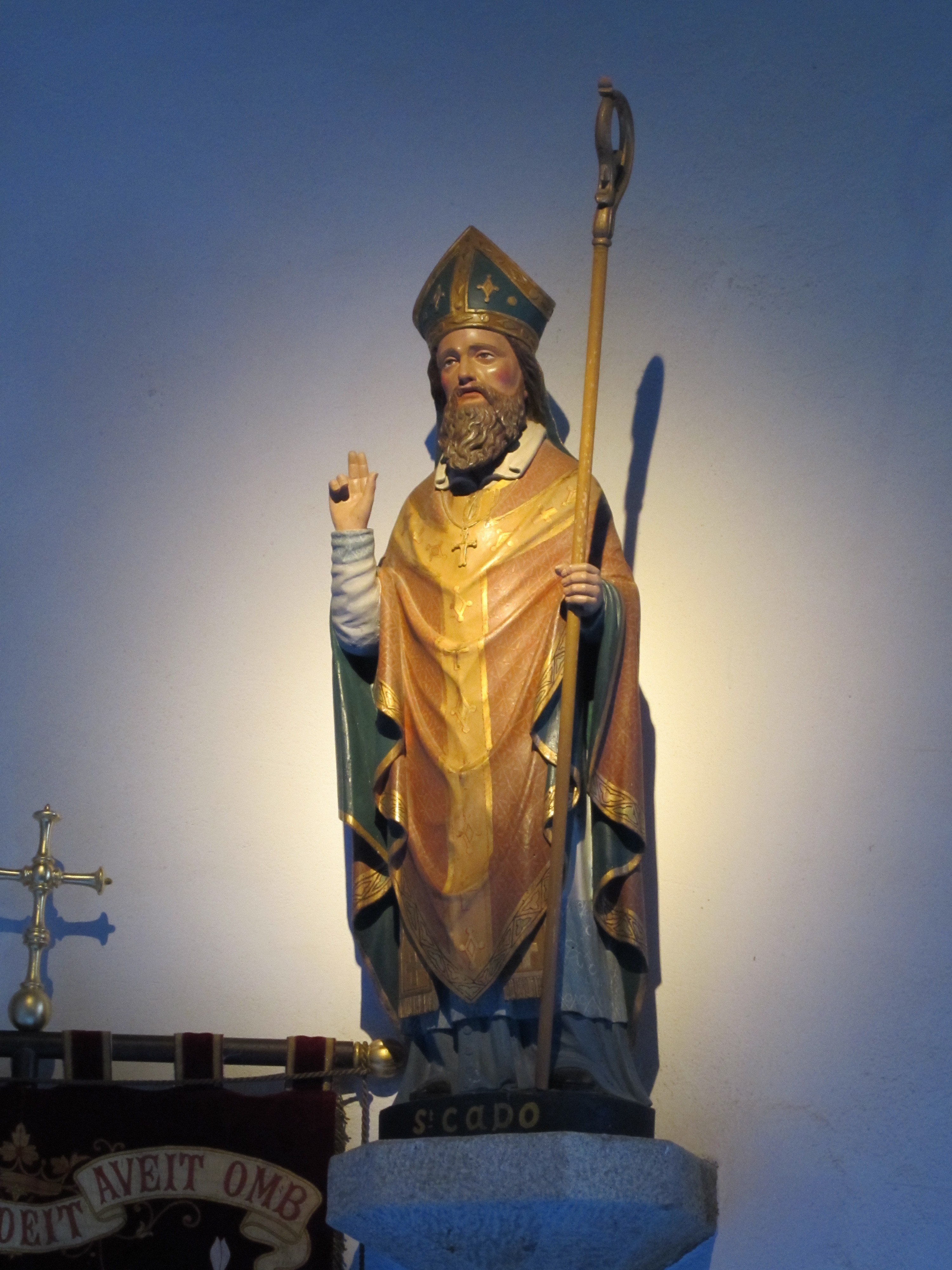
Statue de Saint Cado dans la chapelle éponyme de Belz
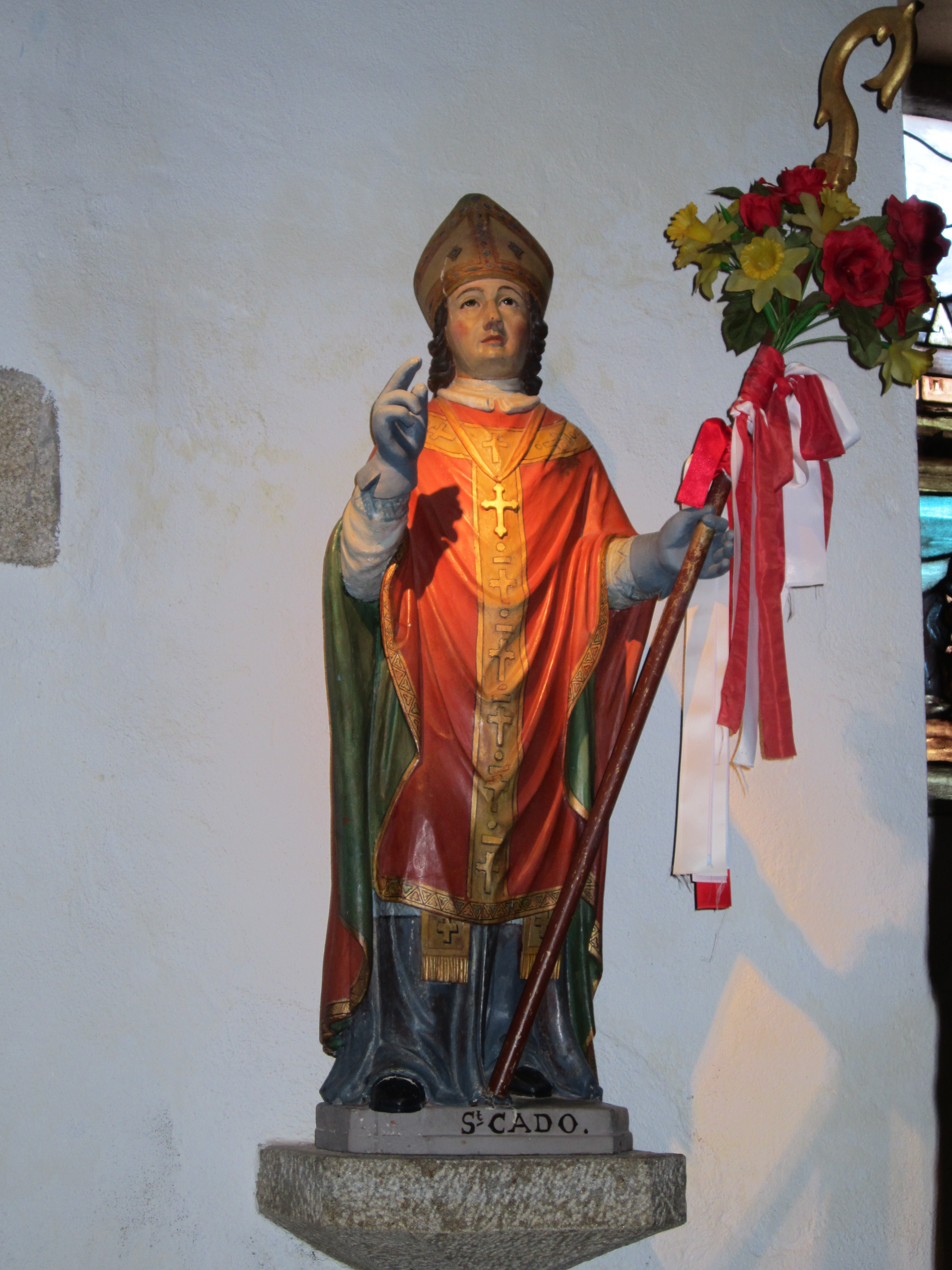
Autre statue dans la chapelle de Belz
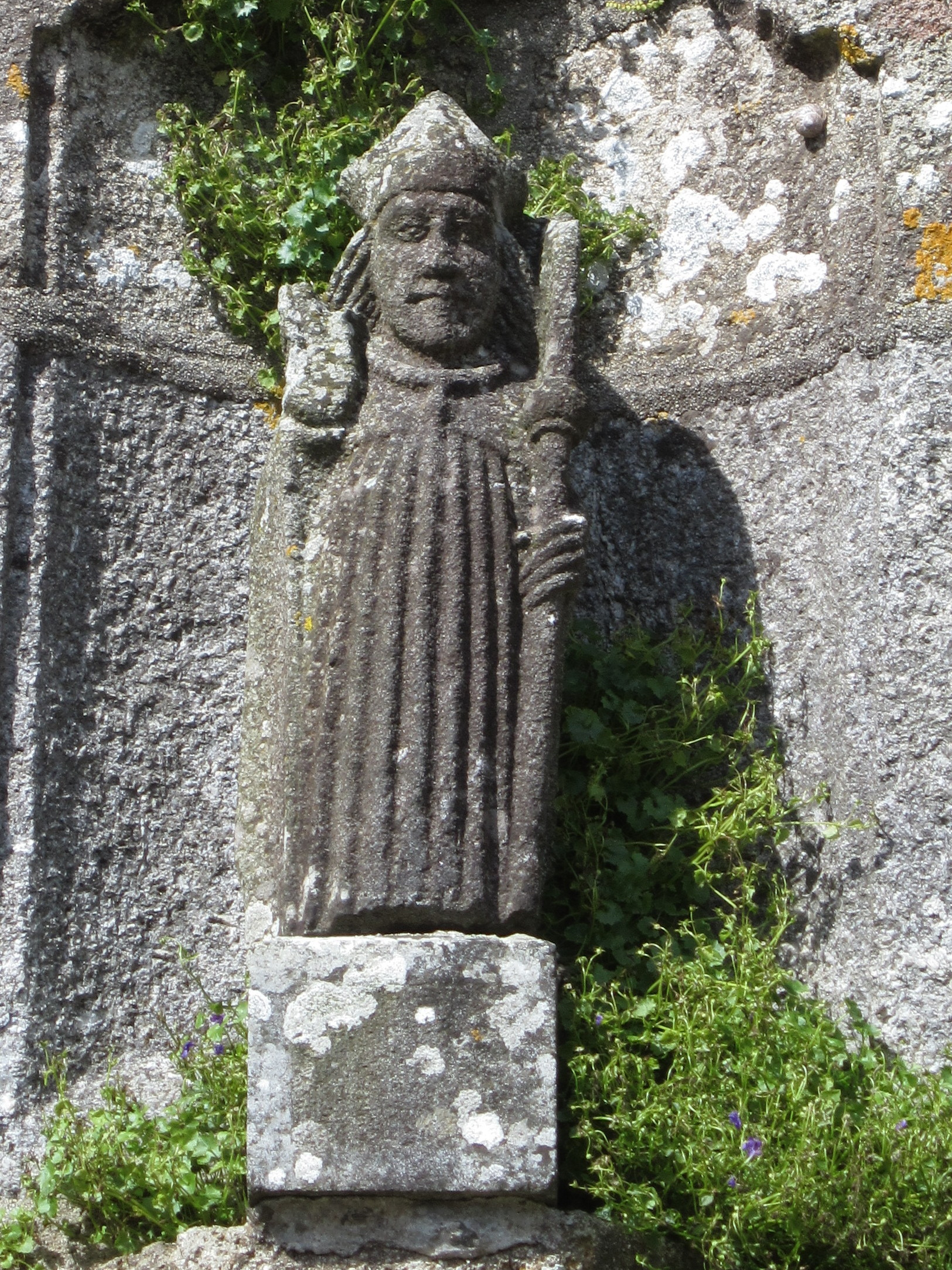
Statue de Saint Cadou au fronton de l'église paroissiale de Saint-Cadou (Sizun)
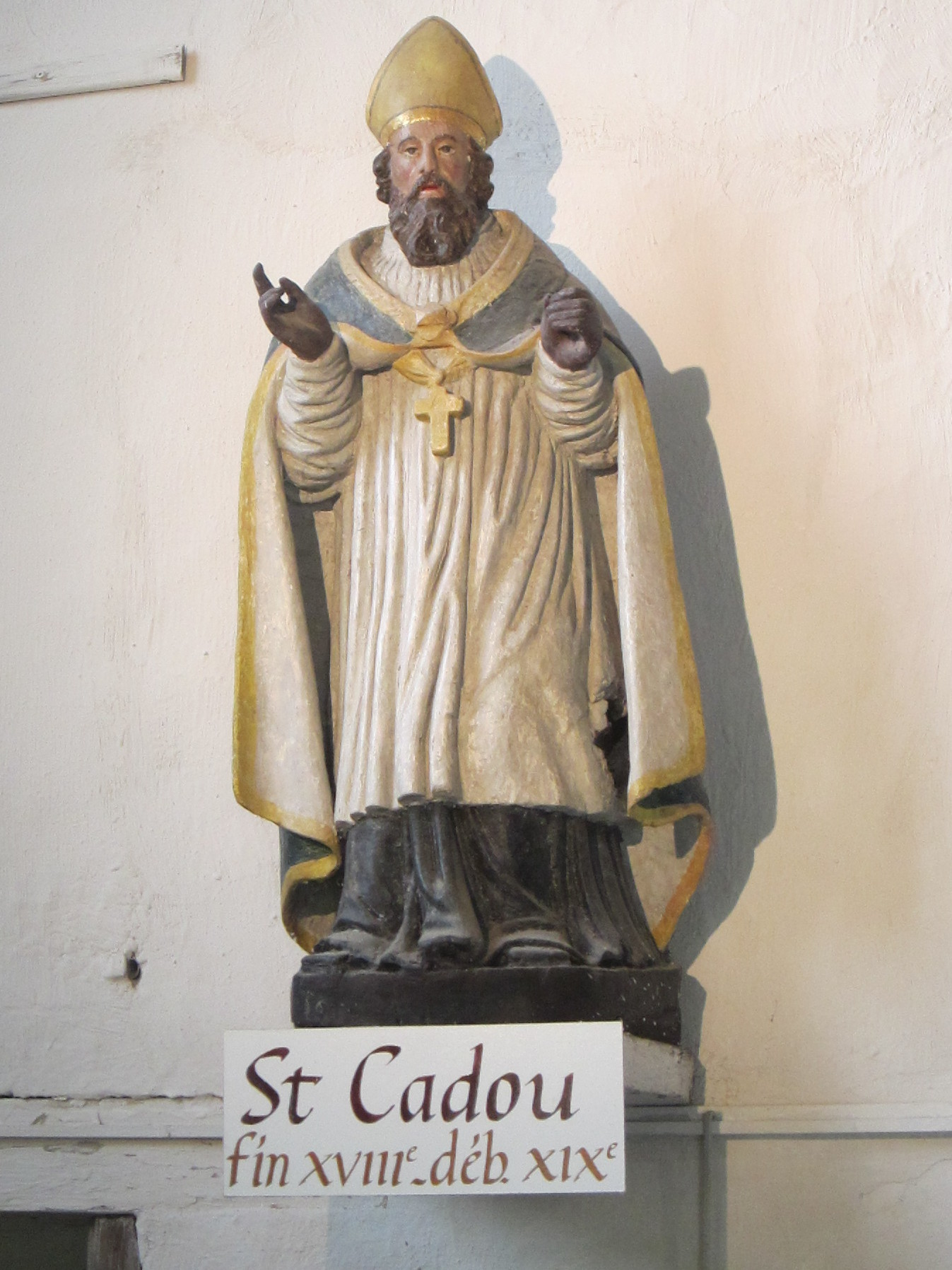
Statue de Saint Cadou exposée dans l'ossuaire de Sizun. Elle provient d'une chapelle désaffectée à l'entour (peut-être Loc-Ildut)
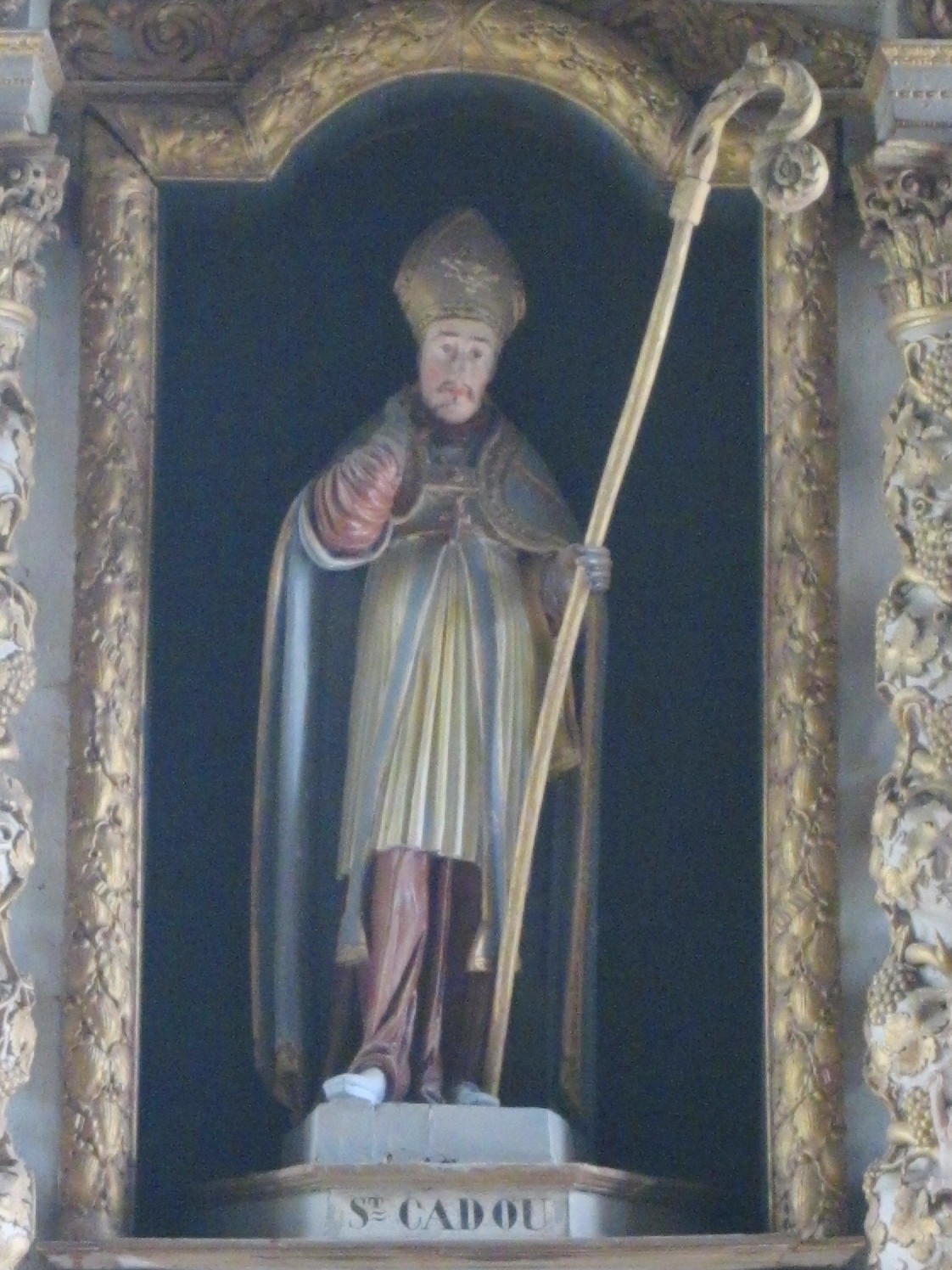
Statue de Saint Cadou du retable du maître-autel de l'église de Saint-Cadou (Sizun)
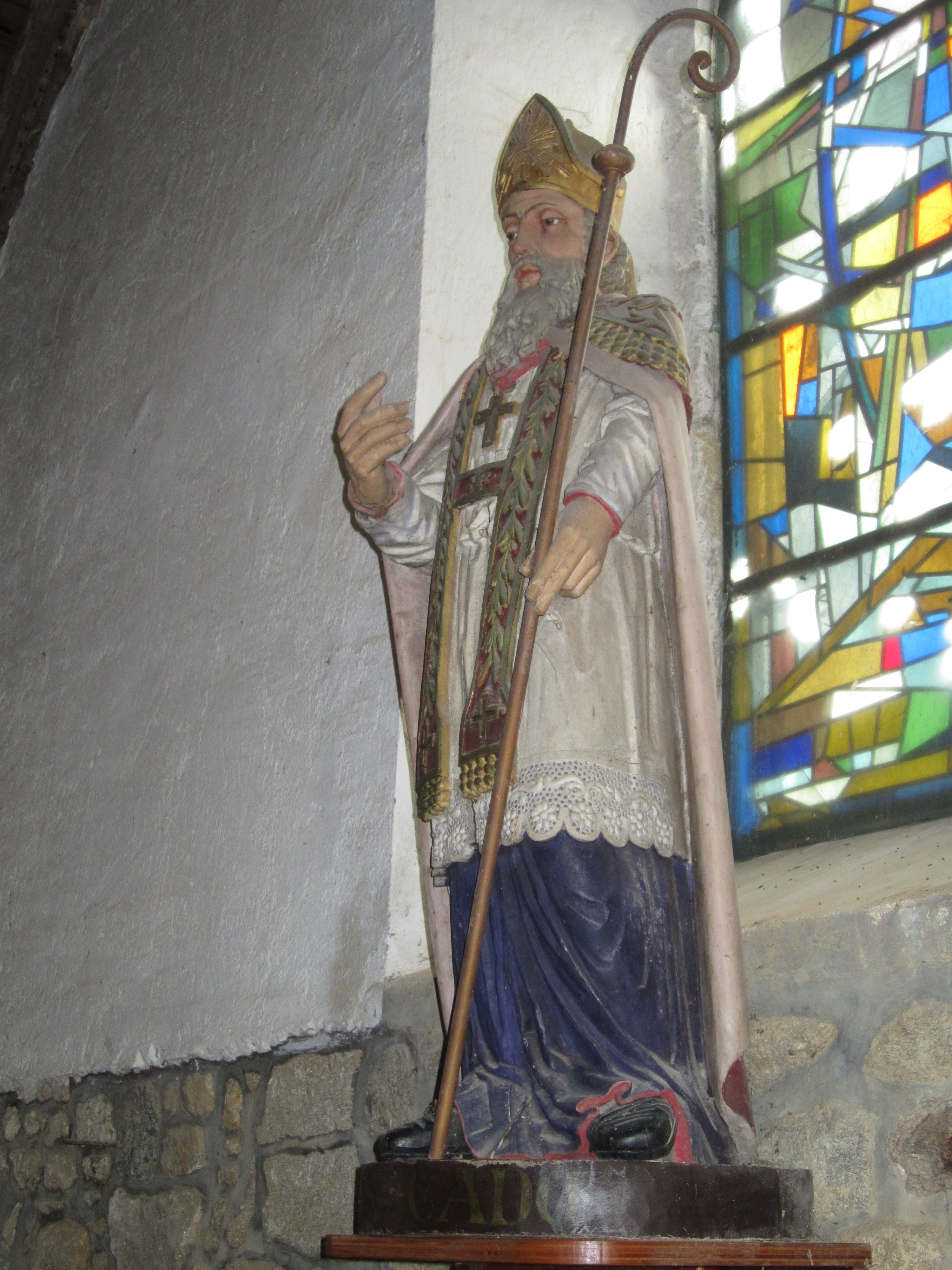
Statue de Saint Cado dans la chapelle de Careil à Guérande.
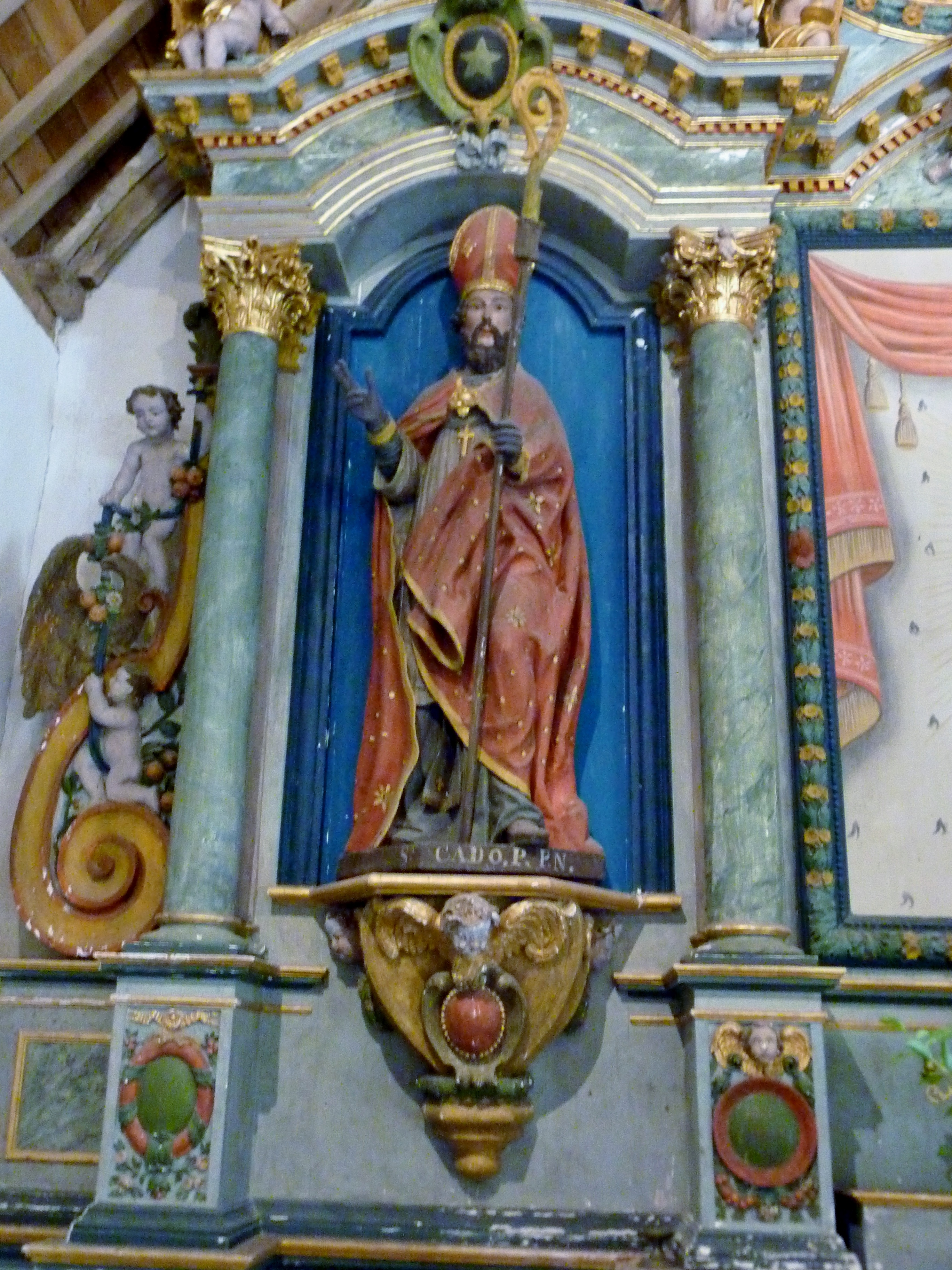
Statue de saint Cadou dans la chapelle Saint-Cadou de Gouesnach.

## Légende
Une chanson traditionnelle bretonne, reprise dans le Barzaz Breiz, attribue à Cado la conversion de Merlin au christianisme.